# Слова-паразиты
«Слова-паразиты» (совр. дискурсивные слова, дискурсивы) — слова, которые отражают не столько отношения между элементами описываемого в высказывании фрагмента действительности, сколько отношения между элементами структуры диалога или монолога, т.е. не несущие смысловой нагрузки слова, характерные для спонтанной, неподготовленной речи. В качестве дискурсивов могут выступать как служебные части речи («Типа», «как бы», «итак», «короче», «таки», «ну», «вот»), так и существительные («Правда») или словосочетания («На самом деле», «в общем»).
Ввиду того что такие слова не имеют очевидных функций и не несут смысловой нагрузки, часто высказывается мнение об их ненужности и необходимости избавления от них в речи, в связи с этим ранее к ним применялся термин «слова-паразиты».

## Функции
Определяют две основные функции дискурсивных слов:
1. Заполнение паузы, которая возникает в неподготовленной речи, когда человеку требуется время для подготовки ответа, в речи их можно встретить с т.н. «заполненными паузами» (звуками «Э-э..», «м-м...» и так далее).
2. Обеспечении связности текста — разграничение, связывание мыслей в предложении, либо обозначение конца и начала мысли («Так вот, пошли они в лес...», «... и, конечно, вместе все доделали, вот, а когда Михаил придет...».

Дискурсивные слова представляют собой единицы, которые самым непосредственным образом отображают процесс взаимодействия говорящего и слушающего, а также то, как говорящий интерпретирует факты, о которых сообщает слушающему, как он их оценивает и так далее. Они также выполняют функцию привлечения (или отвлечения) внимания к объектам или событиям, управляя возможными импликатурами. Нередко на основании дискурсивных функций формируются и синтаксические — указание на причинные связи (частицы же, -то, ведь), уступительность (-то) и тому подобное.
Основные слова-паразиты и звуки-паразиты:
1. Типа;
2. Как бы;
3. Итак;
4. Короче;
5. Таки;
6. Ну;
7. Вот;
8. Честно/Грубо/Мягко/Собственно говоря;
9. На самом деле;
10. В общем;
11. Прикинь;
12. Это (самое);
13. Например;
14. Допустим;
15. Как говорится;
16. В принципе;
17. Так сказать;
18. Прямо;
19. Да;
20. Э-э;
21. Кстати;
22. Слушай;
23. Понимаешь;
24. Так вот;
25. Ну-у;
26. Конкретно;
27. А-а;
28. М-м;
29. И-и.
30. То есть